# كارل إغرز
كارل إغرز (بالألمانية: Carl Eggers)‏ هو رسام ألماني، ولد في 1 أكتوبر 1787 في نويشتريليتز في ألمانيا، وتوفي بنفس المكان في 24 يوليو 1863.